# 文化印记
文化印记是指组织或个体对文化环境产生的影响。

## 定义元素
文化印记在2013年6月，首次由一组来自联合国教科文组织、经济合作与发展组织、法语国家及地区国际组织、法国政府部门、企业和公民社会的专家给出定义。
定义为“个体行为对文化环境产生的全部的积极或消极的外部性影响。” 积极影响是指它能够丰富文化多样性和提高文化实力。
另外一份在2017年公布的文件明确指出，“所有参与者都有激活可用文化资源的可能性，也就是说，可以探索和开发可用文化资源。同时，基于这个概念和创新环境，做出积极贡献也是参与者们的责任”。这意味着组织和个人应该严格要求自己，从自身的特点出发加强合作，并做好文化应用。

## 应用
“化妆品领域的文化印记”，参与者：吉勒斯·安德里尔、卢瓦克·阿尔芒、弗朗西斯科·巴达兰、纪罗姆·贝迪耶、弗朗索瓦·本哈默、福阿德·本瑟蒂克、吉勒斯·波艾茨、多米尼克·伯、纪罗姆·古阿丹、玛丽亚 格拉瓦丽-巴尔巴斯、马克 - 安托万 亚麦、弗朗索瓦·于连、帕斯卡尔·拉米、雅克·利维、吉勒斯·利波韦茨基、弗朗索瓦·蒙特奈、让·姆斯特里、帕特里克 欧干、菲利普 德 欧纳欧、多米尼克·佩罗、玛丽 - 海伦 布兰弗斯、妮可 卢外，他们提到了文化环境的几个方面，指出经济是可以创造文化效益的，例如：学习、建筑、艺术、色彩、美学、想象、遗产、娱乐、软技能、独特性等。

## 参見
- 紫色经济
- 可持续发展
- 企業社會責任